# Aristaea pavoniella
Aristaea pavoniella är en fjärilsart som först beskrevs av Philipp Christoph Zeller 1847.  Aristaea pavoniella ingår i släktet Aristaea och familjen styltmalar.
Artens utbredningsområde är:
- Österrike.
- Tjeckien.
- Slovakien.
- Tyskland.
- Italien.
- Polen.
- Schweiz.

Inga underarter finns listade i Catalogue of Life.

## Bildgalleri

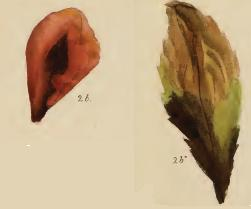
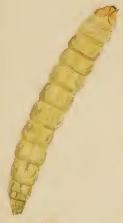